# Sant Julià del Llor i Bonmatí
Sant Julià del Llor i Bonmatí (spanisch San Julián del Llor y Bonmatí) ist eine katalanische Gemeinde mit 1.373 Einwohnern (Stand: 2024) in der Provinz Girona im Nordosten Spaniens. Sie liegt in der Comarca Selva. Die Gemeinde Sant Julià del Llor i Bonmatí besteht aus den Ortsteilen Sant Julià del Llor und Bonmatí. Der Zusammenschluss der Gemeinden erfolgte 1983. 

## Geographie
Sant Julià del Llor i Bonmatí liegt etwa zwölf Kilometer westlich von Girona und etwa 85 Kilometer nordöstlich von Barcelona in einer Höhe von ca. 85 m. Der Fluss Ter begrenzt die Gemeinde im Süden und Westen. 

## Demografie
| 1986 | 1991 | 2001 | 2011 | 2021 |
| ---- | ---- | ---- | ---- | ---- |
| 869  | 887  | 940  | 1271 | 1314 |

## Kultur und Sehenswürdigkeiten
- Kirche in Bonmatí

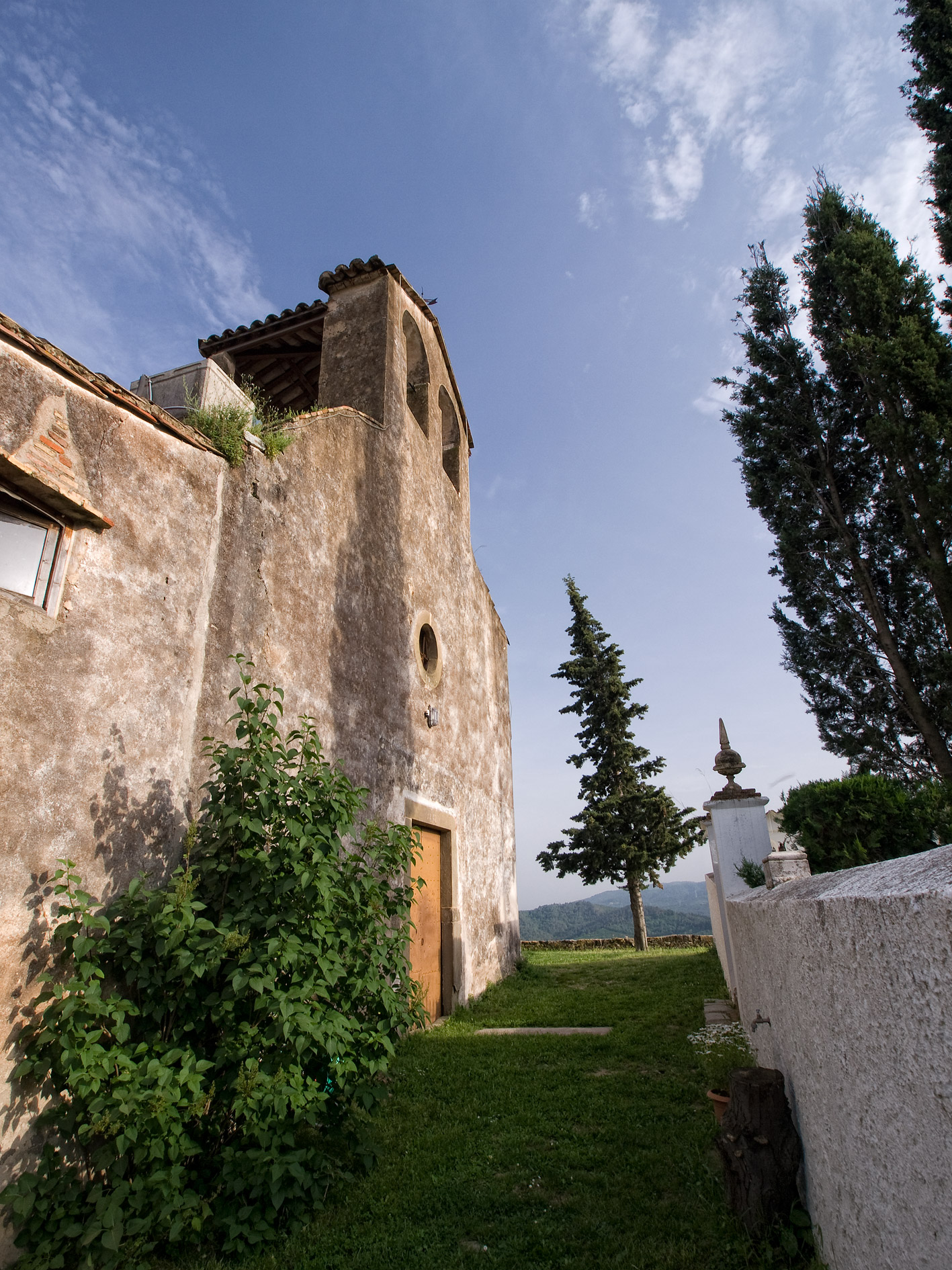
Kapelle von Sant Julià del Llor
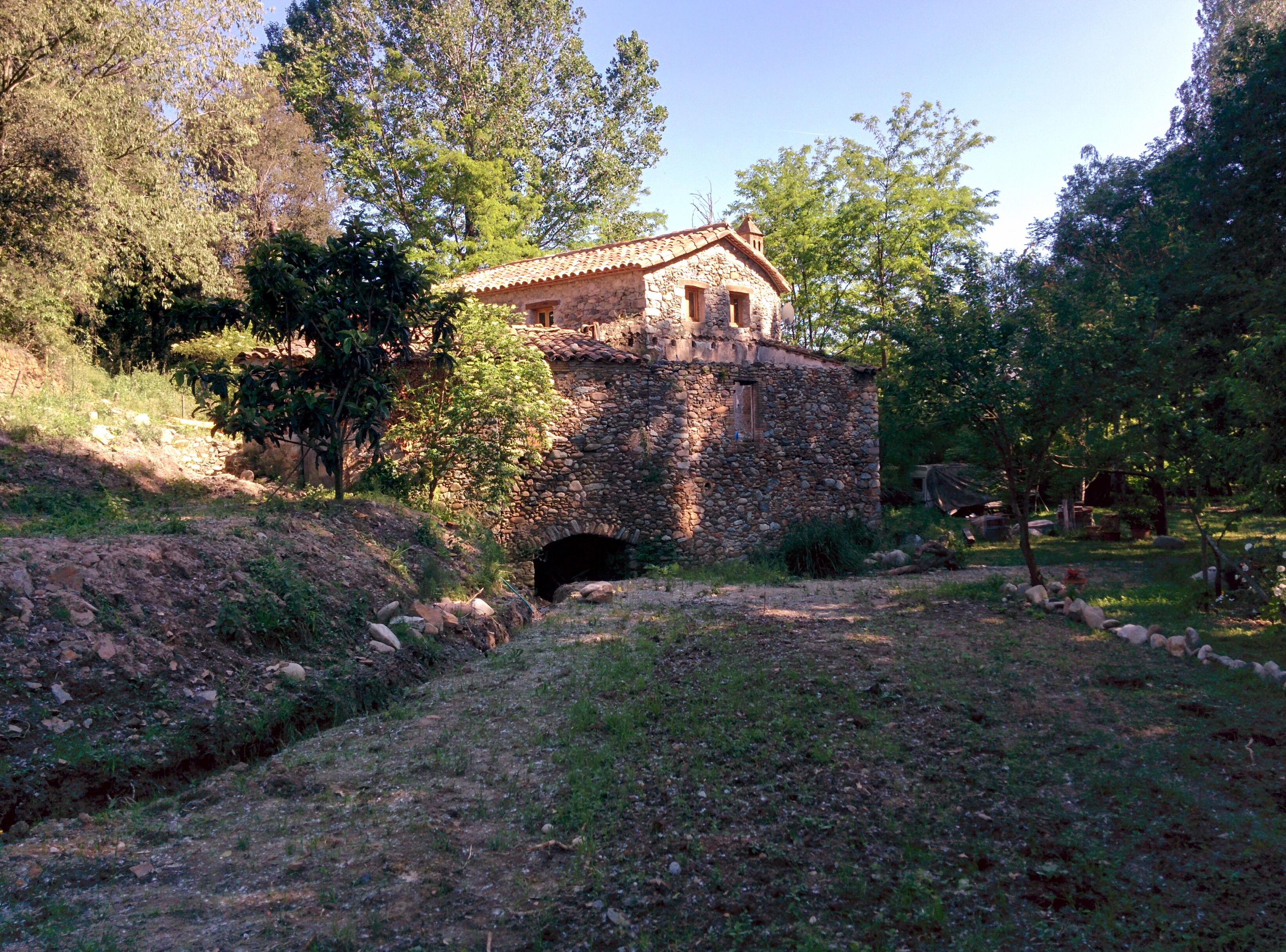
Wassermühle
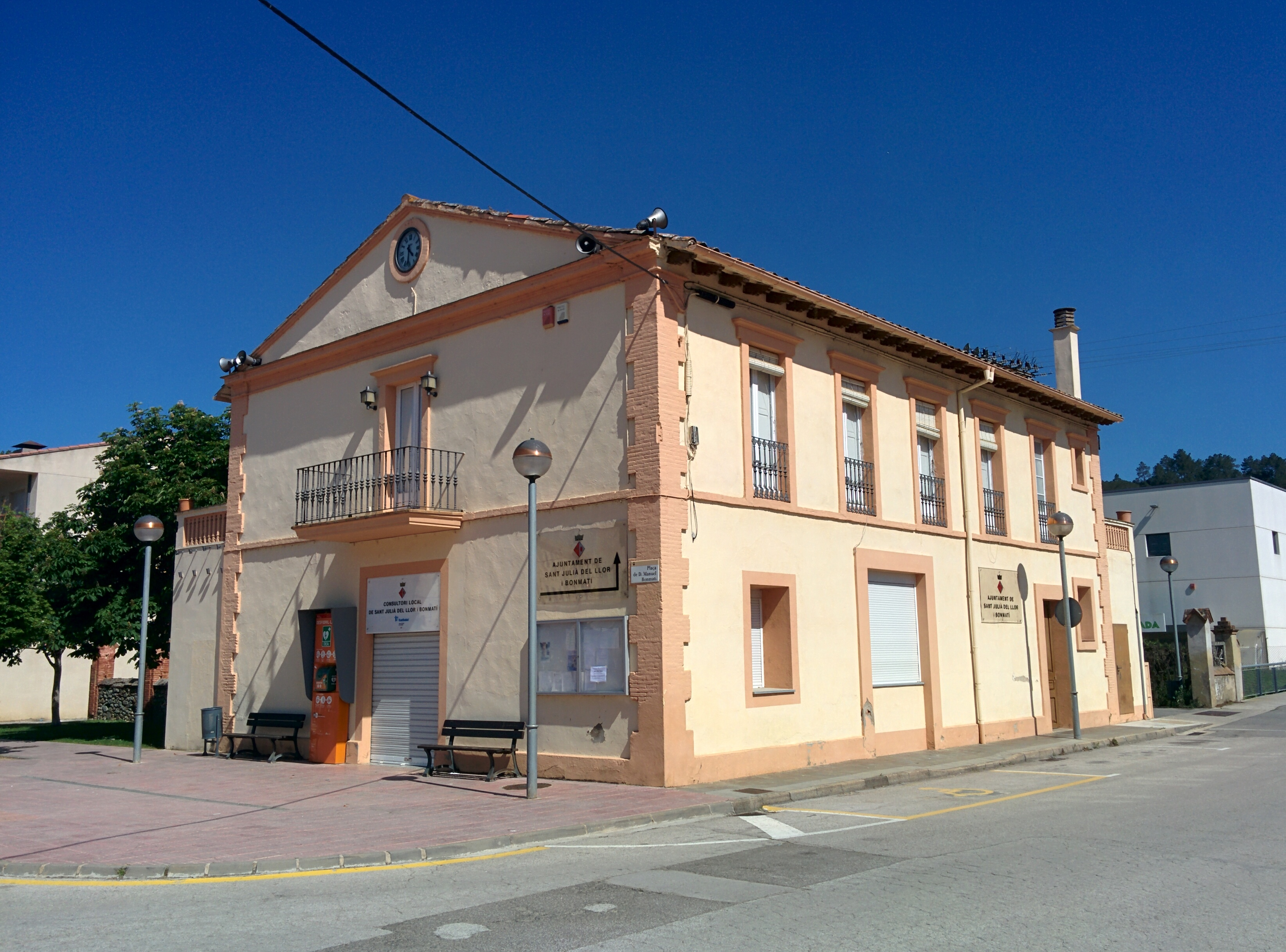
Rathaus

- Kapelle von Sant Julià del Llor
- Wassermühle
- Rathaus